# Роберто Малатеста
Роберто Малатеста, наречен Роберто Великолепни (на италиански: Roberto Malatesta, Roberto il Magnifico; * 1440, Рим или 1442, Фано; † 10 септември 1482, Рим, Папска държава) от род Малатеста, е италиански кондотиер, господар на Римини (1468 – 1482).

## Произход
Той е извънбрачен син на Сиджизмондо Пандолфо Малатеста (* 1417, † 1468), господар на Римини и на Фано, и на метресата му Ванета Тоски от Фано (* 1419, † 1475). Узаконен е на 31 август 1450 г. от папа Николай V. Има един брат:
- Салустио (* 1450, † 1470), узаконен заедно с него, военен, наследник на баща им, убит по негово нареждане

Има множество природени братя и сестри: от първия брат на баща си един полубрат, от втория – един полубрат и една полусестра, от третия – един полубрат и две полусестри, и от негови извънбрачни връзки – трима полубратя и пет полусестри.

## Биография
Още като много млад той е способен кондотиер на служба на Папската държава. След смъртта на баща му през 1468 г. папа Павел II го признава за наследник и го изпраща да завладее отново Римини, управляван от третата съпруга на Сиджизмондо Изота дели Ати на името на младия Салустио, определен за негов наследник от баща им. Според традиционната история Роберто, преоблечен като фермер, влиза в Крепостта на Римини и завладява града в името на Светия престол. Но впоследствие той се провъзгласява за господар на Римини, отхвърляйки споразуменията с папата, който също го е финансирал за начинанието.
Възмутеният папа започва война срещу него, изпращайки армия, водена от Наполеоне Орсини, към град Римини. Орсини първо окупира селището Сан Джулиано, но след това е принуден да се оттегли след важна победа за Малатеста, която го принуждава да бяга (1469 г.).
Роберто незабавно се заема да укрепи Римини и за да стане господар, и вероятно кара братята му Салустио и Валерио, законни наследници на баща им, да бъдат убити, постепенно изтласквайки и Изота дели Ати.
През 1471 г., когато папа Павел II умира, той завладява няколко замъка, които връща на новия папа Сикст IV, след като забраната за град Римини е вдигната.
През 1471 г. е произведен в рицар на краля на Неапол, който през 1478 г. служи срещу Светия престол заедно с флорентинците. През 1479 г., биейки се за флорентинците в района на Перуджа, той се бие с хората на папството и ги побеждава, за което отново е забранен от град Римини.
През 1480 г. е произведен в генерал на Венецианската република и е причислен към благородничеството. С посредничеството на републиката запрещението за него отново е отменено и Роберто е благословен отново в Римини.
Той участва в лигата от 1482 г., в която Венеция и папа Сикст IV сключват съюз срещу краля на Неапол, Флорентинската република, херцога на Милано и Ферара.
С чин генерал на венецианците той се придвижва към района на Ферара, разграбва някои замъци, атакува Банякавало и Фузиняно. Повикан в Рим от папата, е принуден да напусне войната в района на Ферара, за да защити територията на Църквата, заплашена от Алфонсо II Неаполитански.
След като повежда армията към Кастел Гандолфо, той лагерува в Чивита Лавиния (днес Ланувио) на 2 август 1482 г. На 21 август 1482 г., след шест часа битка, в известната битка при Кампоморто – място, което сега се нарича Камповерде (близо до Априлия), Малатеста принуждава херцога на Калабрия да избяга на галера, като пленява Херцога на Мелфи и други кондотиери. След като изпраща затворниците при папата, той окупира Чивита и други замъци в района и обсажда Кави.
След като се разболява, може би от малария от блатата на Римската провинция, както и други кондотиери от неговата армия, той е отведен във Валмонтоне, след това в Рим по заповед на папата, който му оказва цялото си благоволение, но там Роберто умира на около 40-годишна възраст.

## Брак и потомство
∞ 25 юни 1475 в Римини за Елизабета да Монтефелтро (* 1445, Урбино; † 1503, Рим), дъщеря на Федерико да Монтефелтро, херцог на Урбино, от която има една дъщеря:
- Батиста Малатеста († бебе)

Има шест извънбрачни деца:
От Елизабета Алдобрандини, дъщеря на Обицо Алдобрандини от Равена, има двама сина, узаконени на 17 октомври 1482 г.:
- Пандолфо IV Малатеста, наречен Пандолфачо (* 5 юли 1475, † юни 1534), кондотиер, господар на Римини, Фано и др.; ∞ 1489 за Виоланта Бентивольо, дъщеря на Джовани II Бентивольо, господар на Болоня, и на Джиневра Сфорца, от която има пет сина и две дъщери
- Карло IV Малатеста (* 23 октомври 1480, † 24 февруари 1508, убит), кондотиер; ∞ 1505 за Куирина Градениго, дъщеря на Федерико Градениго, от която има двама сина

От Елизабета дели Ати, дъщеря на Антонио дели Ати, племенница на мащехата му Изота дели Ати и съпруга на Николо Аогланти, има един син:
- Троило Малатеста, кондотиер

От неизвестни жени има:
- Джовани Малатеста (* 1478, † 1529, Павия), кондотиер, генерален капитан на пехотните войски на Венецианската република във Фриули
- Джована Малатеста (* 16 май 1477); ∞ 1. 21 май 1496 за Сиджизмондо д'Есте, извънбрачен син на Риналдо д'Есте 2. 1507 за Ранучо Булгарели, син на Антонио Булгарели, граф на Маршано
- Доротеа Малатеста (* 26 април 1478), ∞ за Джованбатиста Карачоло (* 1450, † 23 юли 1508), господар на Монтанара, син на Оливиеро Карачоло

### Други
- SIGISMONDO PANDOLFO Malatesta: ROBERTO Malatesta, fmg.ac

|  | Тази страница частично или изцяло представлява превод на страницата Roberto Malatesta в Уикипедия на италиански. Оригиналният текст, както и този превод, са защитени от Лиценза „Криейтив Комънс – Признание – Споделяне на споделеното“, а за съдържание, създадено преди юни 2009 година – от Лиценза за свободна документация на ГНУ. Прегледайте историята на редакциите на оригиналната страница, както и на преводната страница, за да видите списъка на съавторите. ВАЖНО: Този шаблон се отнася единствено до авторските права върху съдържанието на статията. Добавянето му не отменя изискването да се посочват конкретни източници на твърденията, които да бъдат благонадеждни. |